# Colmar von der Goltz
Wilhelm Leopold Colmar, Freiherr von der Goltz (12 de agosto de 1843 — 19 de abril de 1916) foi um marechal-de-campo prussiano, governador da Bélgica, historiador e escritor militar.

## Seleção de obras
- Feldzug 1870-71. Die Operationen der II. Armee. Berlin, 1873.
- Angeline. Stuttgart, 1877.
- Leon Gambetta und seine Armee. Berlin, 1877.
- Rossbach und Jena. Studien über die Zustände und das geistige Leben der preußischen Armee während der Uebergangszeit von XVIII. zum XIX. Jahrhundert. Berlin, 1883.
- Das Volk in Waffen, ein Buch über Heerwesen und Kriegführung unserer Zeit. Berlin, 1883.
- Ein Ausflug nach Macedonien. Berlin, 1894.
- Kriegführung. Kurze Lehre ihrer wichtigsten Grundsätze und Formen. Berlin, 1895.
- Anatolische Ausflüge, Reisebilder von Colmar Freiherr v. d. Goltz; mit 37 Bildern und 18 Karten. Berlin, 1896.
- Krieg- und Heerführung. Berlin, 1901.
- Von Rossbach bis Jena und Auerstedt; ein Beitrag zur Geschichte des preussischen Heeres. Berlin, 1906.
- Von Jena bis Pr. Eylau, des alten preussischen Heeres Schmach und Ehrenrettung; eine kriegsgeschichtliche Studie von Colmar Frhr. v. d. Goltz. Berlin, 1907.
- Jung-Deutschland; ein Beitrag zur Frage der Jugendpflege. Berlin, 1911.
- Kriegsgeschichte Deutschlands im neunzehnten Jahrhundert. Berlin, 1910-1912.
- 1813; Blücher und Bonaparte, von Feldmarschall Frhn. v. d. Goltz.. Stuttgart and Berlin, 1913.